# Mount Press
Mount Press ist ein 3830 m hoher Berg im westantarktischen Ellsworthland. Er ragt 5,5 km ostnordöstlich des Mount Bentley östlich des Hauptkamms der Sentinel Range des Ellsworthgebirges auf.
Kartiert wurde er von der sogenannten Marie Byrd Land Traverse Party, einer Mannschaft vorwiegend zur Erkundung des Marie-Byrd-Lands zwischen 1957 und 1958. Diese benannte den Berg nach dem US-amerikanischen Geophysiker Frank Press (1924–2020), stellvertretender Vorsitzender des technischen Ausschusses zur Glaziologie im nationalen Komitee der Vereinigten Staaten zum Internationalen Geophysikalischen Jahr und von 1977 bis 1981 wissenschaftlicher Berater von US-Präsident Jimmy Carter. Die Erstbesteigung gelang am 31. Dezember 2006 einer australisch-chilenischen Mannschaft um den australischen Bergsteiger und Polarforscher Damien Gildea (* 1969).